# Abraham Wieling
Abraham Wieling est un jurisconsulte allemand, né à Hamm, en comté de La Marck, en 1693 et mort à Utrecht le 10 janvier 1746.

## Biographie
Il étudie la jurisprudence à Marbourg, puis à Duisbourg, et vient en Hollande en 1716. Il enseigne d'abord les humanités, et donne aussi des leçons particulières de droit à Amsterdam. Le célèbre Cornelius van Bynkershoek le fait nommer à la place de professeur de jurisprudence, devenue vacante à Franeker par la mort du savant Heineccius. En 1739, il est appelé à la chaire de droit civil et féodal à l'université d'Utrecht. On y joint, en 1743, l'enseignement du droit public romain-germanique. Il meurt des suites d'une chute qu'il a faite en descendant de sa chaire, le 11 janvier 1746.
Ses principaux ouvrages, outre plusieurs thèses et harangues académiques, sont :
1. Jurisprudentia restiluta, seu Index chronologicus in tôt uni juris Justinianei corpus, Amsterdam, 1727, in-8° ;
2. Jurisprudentiœ Justinianeœ secundutn quatuor Institution num libros specimina, Franeker, 1728, in-8° ;
3. Commentationes ad auditores suos de lege Furia, de lege Voconia, etc., ibid., 1729, 1730 et 1731, 3 vol. in-4° ;
4. Fragmenta redicti perpetui, ibid., in-4° ;
5. Lectionum juris civilis libri, Amsterdam, 1736, in-8° ;
6. Animadversa de Romano-Germanorum imperio, Franeker, 1738.

Il a eu part à l'édition de Térence, par Westerhov, la Haye, 1726, in-4° ; à celle de la Paraphrase grecque des Institutes de Théophile, par G.-O. Reitz, ibid., 1751, in-4°.

## Source
« Abraham Wieling », dans Louis-Gabriel Michaud, Biographie universelle ancienne et moderne : histoire par ordre alphabétique de la vie publique et privée de tous les hommes avec la collaboration de plus de 300 savants et littérateurs français ou étrangers, 2e édition, 1843-1865 [détail de l’édition]